# Daniel Freitas (ciclista)
Daniel Alexandre Loureiro Silva Freitas (nascido em 10 de maio  de  1991 em Vila Nova de Famalicão) é um ciclista português, cuja última corrida foi em julho de 2022 pela equipa Rádio Popular-Paredes-Boavista.
A 2 de maio de 2023 foi suspenso pela UCI por 3 anos devido a doping.

## Biografia
Em 2007, Daniel Freitas é sagrado duplo Campeão de Portugal, nos cadetes. Durando a Volta a Portugal juniores em 2009, está controlado positivo a duas vezes à morfina, uma substância proibida. Inicialmente vencedor da carreira, está descatalogado em benefício do seu colega Rafael Reis e vê-se suspenso 18 meses pela sua federação, pena finalmente reduzida.
Uma vez que a sua suspensão termina, passa a profissional em 2011, nas fileiras do equipa continental portuguesa Barbot-Efapel. Com esta, consegue o Circuito de Malveira em 2012, prova de entidade do calendário nacional português. Novamente baixado nos amadores em 2013, ganha três carreiras com o clube Anicolor, entre as quais o grande Prêmio de Mortágua. e termina sobretudo terceiro da Clássica de Pascua e sétimo na Volta a Portugal do Futuro.
Em 2016, encontra as faixas profissionais apanhando a equipa W52-FC Porto. Primeiramente quarto da Clássica da Primavera no mês de março,, ilustra-se depois em Espanha na o Volta riojana onde termina ao pé do pódio, no quarto lugar. De regresso ao circuito português, toma o terceiro lugar da etapa inaugural da Volta à Bairrada, conseguida pelo seu colega Samuel Caldeira. Sempre em primavera, se classifica-se segundo da Volta à Albergaria e terceiro do Troféu Concelhio Oliveira de Azeméis, duas séries da Copa de Portugal.

## Palmarés
- 2007
  -  Campeão de Portugal em estrada cadetes
  -  Campeão de Portugal da contrarrelógio cadetes
- 2009
  - 2.º do Campeonato de Portugal da contrarrelógio juniores
  - 5.º do campeonato do mundo em estrada juniores
- 2012
  - Circuito da Malveira
- 2013
  - Trofeu Luso Galaico II
  - Circuito Festas de Lousada
  - Grande Prêmio de Mortágua
  - 3.º da Clássica de Pascua
- 2014
  - Troféu Restaurante Alpendre
  - Circuito da Póvoa de Varzim
- 2019
  - Circuito Póvoa da Galega

## Classificações mundiais
| Ano             | 2015   | 2016  | 2017  | 2018  |
| UCI Europe Tour | 1 173. | 705.º | 1 062 | 1 666 |